# Dobelgraben (Waging am See)
Dobelgraben ist ein Gemeindeteil von Waging am See im Landkreis Traunstein auf der Gemarkung Gaden.
Die Einöde mit zwei Wohngebäuden liegt im Tal des Dobelbachs.
Der Gemeindeteil Dobelgraben wurde durch Verordnung des Landratsamts Traunstein vom 19. November 2008 aus der Gemeinde Wonneberg am 1. Januar 2009 in die Gemeinde Waging umgegliedert. Im Amtlichen Ortsverzeichnis von 1987 hat Dobelgraben zehn Einwohner in zwei Wohngebäuden mit fünf Wohnungen und ist ein Gemeindeteil von Wonneberg.